# Hankou
Hankou (en sinogrammes 汉口, littéralement « bouche de la Han » ; Hankéou en notation EFEO ; Hankow en notation Wade-Giles) est une des trois villes, avec Wuchang et Hanyang, aujourd'hui réunies dans la ville de Wuhan, capitale de la province du Hubei, en République populaire de Chine. Comme ces deux autres villes, elle est située au confluent de la rivière Han et du Yangzi Jiang.
Hankou est le principal port de la province de Hubei.

## Histoire

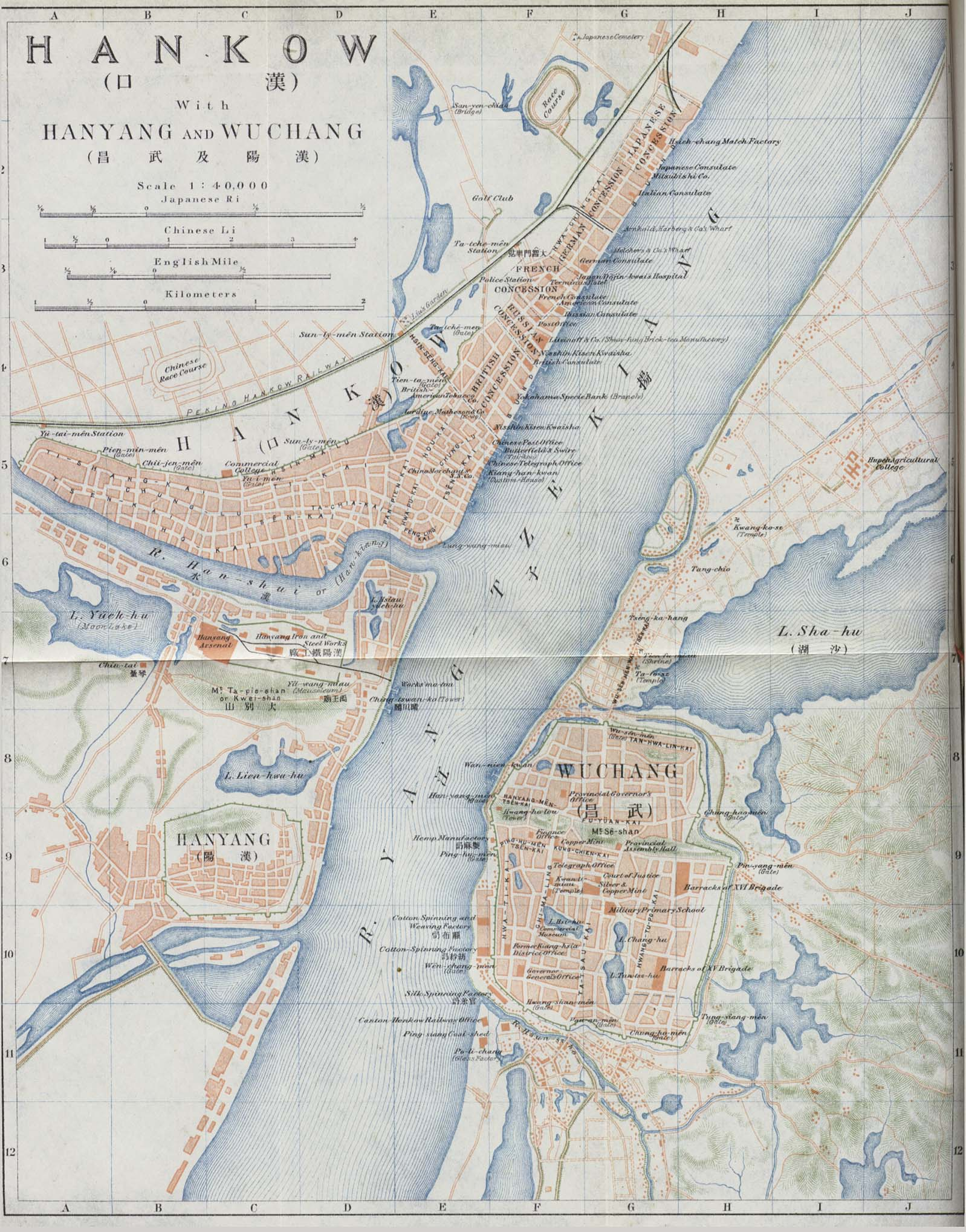
Hankou en 1915.

Hankou comportait cinq concessions étrangères, obtenues après la seconde guerre de l'opium :
- une britannique d'environ 55 hectares
- une française d'environ 33 hectares en 1896
- une russe d'environ 13 hectares
- une allemande d'environ 43 hectares
- et une japonaise d'environ 32 hectares

Les concessions allemande et russe furent administrées par le gouvernement chinois après la Première Guerre mondiale.
Les Britanniques partirent en 1927, après les émeutes nationalistes.
En 1943, la France du régime de Vichy rétrocéda sa concession au gouvernement collaborationniste de Wang Jingwei. Cette rétrocession fut confirmée en 1946 ; le consulat français y demeura jusqu'en 1951. 
Ce port jouait un rôle majeur dans l'approvisionnement de l'Armée expéditionnaire japonaise de Chine. Le 18 décembre 1944, cinq cent tonnes de bombes incendiaires furent larguées de nuit, à basse altitude, sur le port par l'USAAF. Les Japonais partirent après la Seconde Guerre mondiale.
La concession française possédait un consulat, qui a vu passer Paul Claudel en 1897, une église, un hôtel municipal, un commissariat de police et une succursale de la Banque d'Indochine. En 1904, il y avait 599 habitants ; en 1939, plus de 33 450, en majorité chinois. Les Français ne furent jamais plus de 70.
Le français est toujours enseigné à l'école à Wuhan. Un consulat de France a rouvert en 1998. Il y a de nouveau, depuis les années 2000, une communauté française importante à Wuhan, notamment grâce à l'implantation industrielle de Citroën, qui construit la majorité des pièces détachées des automobiles depuis au moins 2006 et construit des automobiles pour le territoire chinois, mais également de Peugeot La firme automobile française Renault et la « Maison Sud-Ouest France, dépendant de la Chambre de commerce et d'industrie de la région Midi-Pyrénées, vantant les vignobles français. Rothschild à plusieurs vignobles entre Yantai et Penglai, dans la province du Shandong. Valéo est présent à Jingzhou, une ville proche de Wuhan.